# Teigafjall
De Teigafjall is een berg die ligt op het eiland Kunoy, Faeröer. De berg heeft een hoogte van 825 meter.